# دگرشیبی

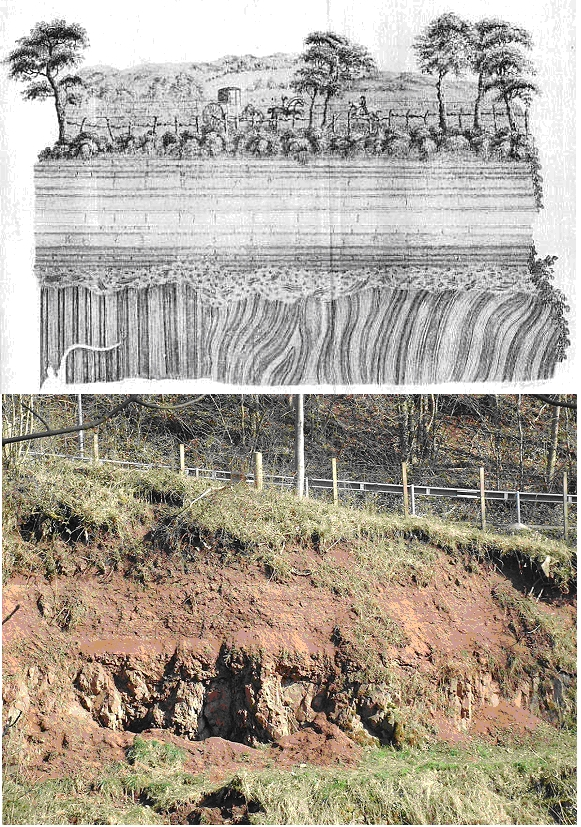
دگرشیبی هاتن در جدبرا، اسکاتلند، که توسط جان کلرک در ۱۷۸۷ تشریح و در ۲۰۰۳ عکس‌برداری شده است.

دگرشیبی (انگلیسی: Unconformity) به یک سطح فرسایشی یا سطح غیرنهشتی گفته می‌شود که دو توده سنگ یا دو چینه با سن متفاوت را از هم جدا می‌کند و نشان‌دهنده ناپیوستگی در نهشته‌گذاری رسوب است. به صورت کلی، لایه قدیمی‌تر پیش از نهشته‌گذاری لایه جدیدتر در سطح زمین رخنمون یافته است ولی اصطلاح دگرشیبی برای توصیف هر نوع شکستگی در سابقه زمین‌شناسی سنگ‌های رسوبی به‌کار می‌رود. اهمیت زاویه‌ای دگرشیبی توسط جیمز هاتن نشان داده شد. وی نمونه‌هایی از دگرشیبی هاتن را در سال ۱۷۸۷ در جدبرا و در سال ۱۷۸۸ در سیکار پوینت یافت.
بر پایه قانون برهم‌چینی، سنگ‌های بالای یک دگرشیبی جوان‌تر از سنگ‌های زیر آن است (مگر در مواردی که توالی رسوبی واژگون شده است). دگرشیبی نشان‌دهنده گذشت زمان در شرایطی است که هیچ رسوبی در منطقه باقی نمانده است. سابقه محلی آن فاصله زمانی از بین رفته و زمین‌شناس باید از شواهد دیگری برای کاوش آن بخش از تاریخچه زمین‌شناختی آن منطقه استفاده کند. آن بخش از فاصله زمانی زمین‌شناختی که قابل دیدن نیست را وقفه، نبود یا گسست (hiatus) می‌نامند. این روش نوعی تاریخ‌گذاری نسبی است.

## انواع

### دگرشیبی موازی

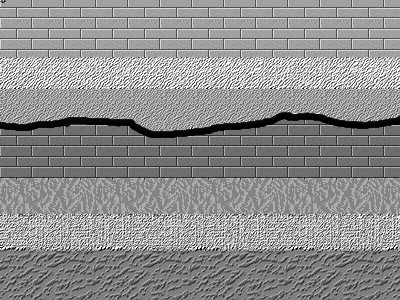
دگرشیبی موازی

دگرشیبی موازی (Disconformity) نوعی دگرشیبی میان چینههای موازی سنگ‌های رسوبی است که نشان‌دهنده دوره‌ای از فرسایش یا عدم رسوب‌گذاری است. دگرشیبی موازی توسط عوارض فرسایش سطحی مشخص می‌شود. این نوع فرسایش می‌تواند کانال‌ها و خاک فسیلی را در سابقه سنگ بر جای بگذارد.

### ناهمسازی

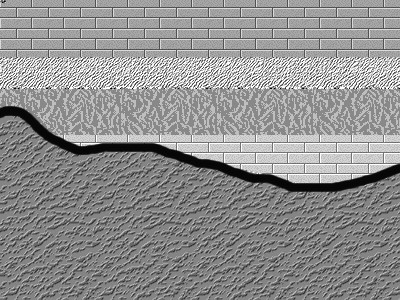
ناهمسازی

ناهمسازی (Nonconformity) نوعی دگرشیبی است که میان سنگ‌های رسوبی و سنگ‌های آذرین یا دگرگونی وجود دارد و در این حالت سنگ رسوبی در بالا قرار داشته و بر روی سنگ آذرین و دگرگونی که از پیش وجود داشته، نهشته شده است. به عبارت دیگر اگر لایه سنگی در زیر شکستگی از نوع آذرین بوده یا بر اثر فرایند دگرگونی بنیاد اولیه خود را از دست داده باشد، این نوع از دگرشیبی را ناهمسازی می‌نامند.

### دگرشیبی زاویه‌ای

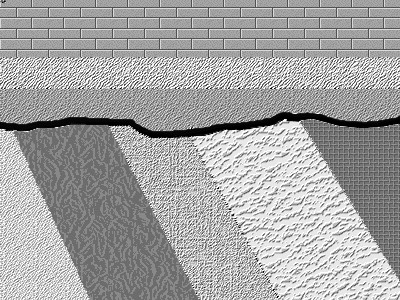
دگرشیبی زاویه‌ای

دگرشیبی زاویه‌ای (Angular unconformity) نوعی دگرشیبی است که در آن چینه‌های افقی سنگ رسوبی بر روی لایه‌های کج‌شده و فرسایش‌یافته قرار داشته و نوعی ناهمسازی زاویه‌ای را تشکیل می‌دهند که در آن لایه‌های بالایی به صورت افقی قرار گرفته‌اند. همه این توالی ممکن است بعداً بر اثر فعالیت‌های کوه‌زایی در آینده تغییر شکل یابد.

### شبه‌همسازی

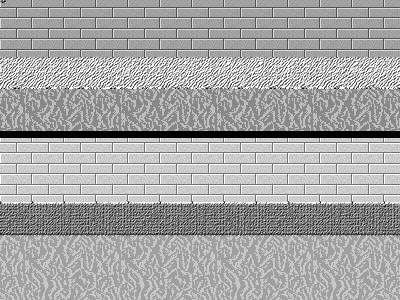
شبه‌همسازی

شبه‌همسازی (Paraconformity) نوعی دگرشیبی است که در آن چینه‌ها موازی بوده و هیچ فرسایش یا دگرشیبی سطحی مشخصی وجود ندارد و سطح رسوب‌گذاری ساده‌ای را نشان می‌دهد. این حالت را دگرشیبی غیرفرسایشی یا همسازی دروغین یا همشیب‌نما هم می‌نامند.

## نگارخانه

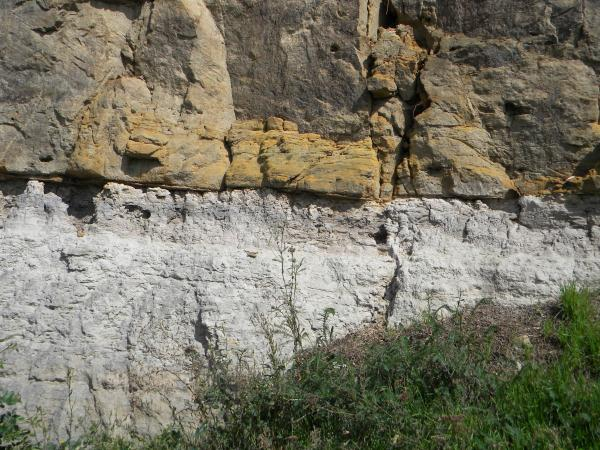
دگرشیبی موازی در پراگ ۲۰, جمهوری چک
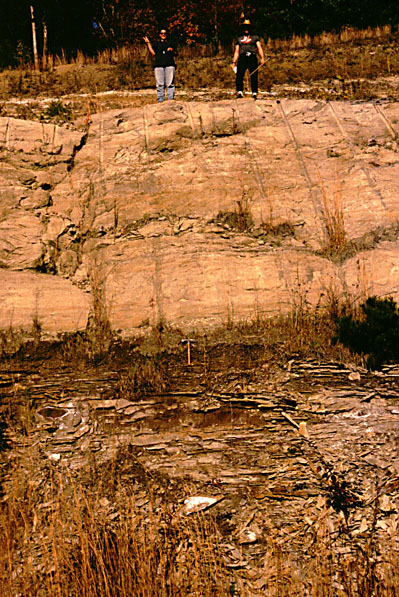
دگرشیبی موازی (در محل چکش) میان لایه زیرین میسیسیپین Borden Formation و لایه بالایی کنگلومرای پنیسلوانین در نزدیکی جکسون، اوهایو
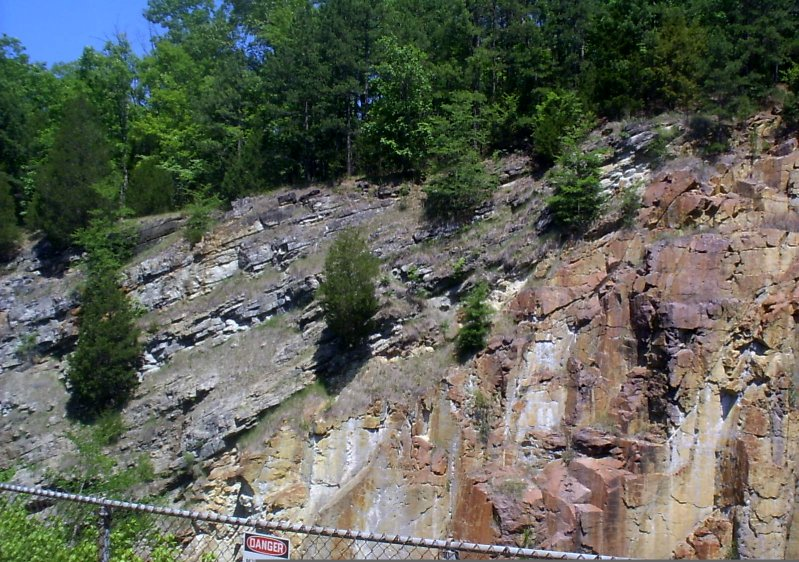
در مجل این ناهمسازی دولومیتی ۵۰۰ میلیون ساله بر روی لایه‌های  ریولیتی به سن ۱٫۵ میلیارد سال در میسوری، یک گسست یک میلیارد ساله در پیشینه زمین‌شناسی وجود دارد.
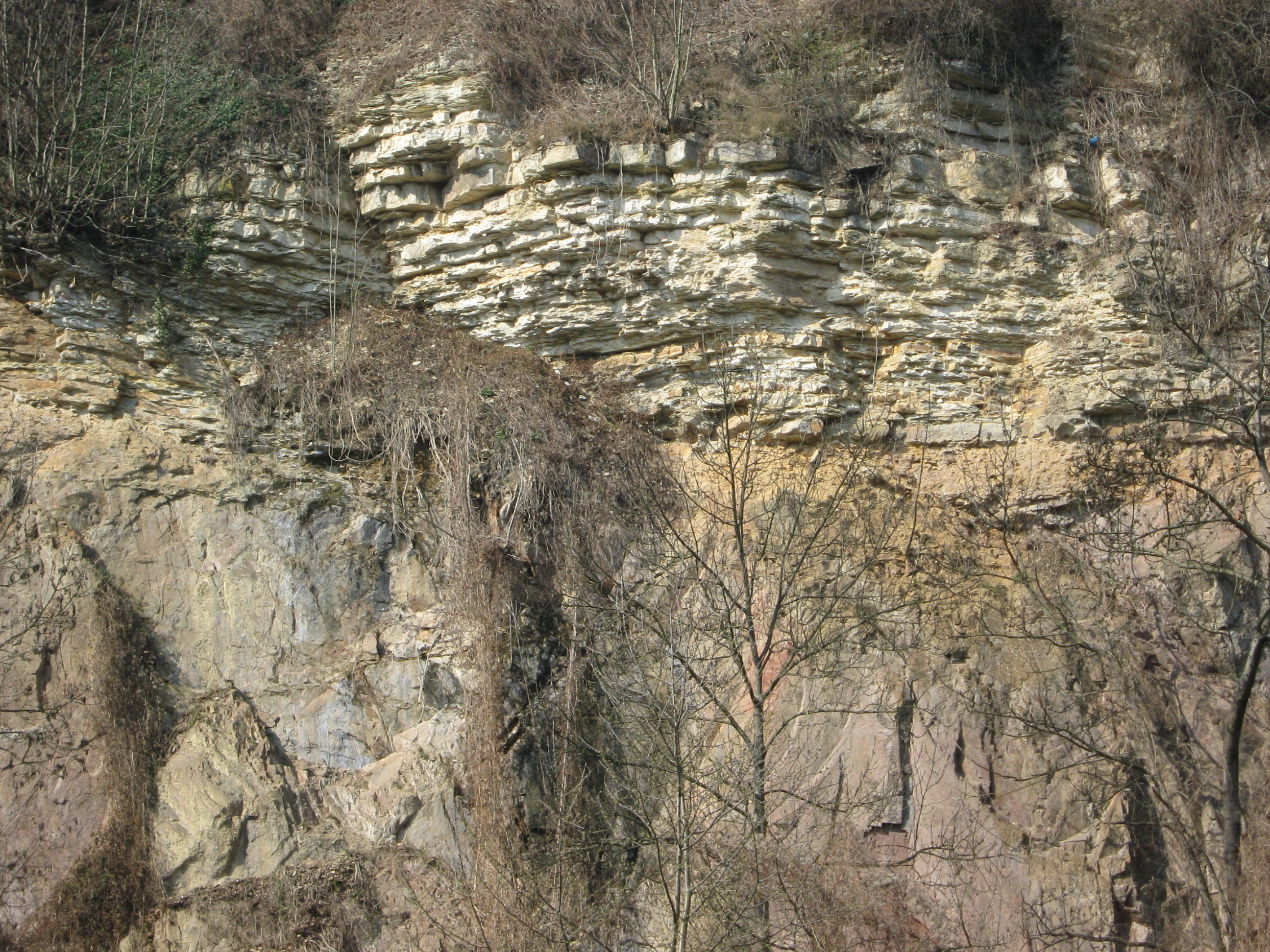
ناهمسازی در نزدیکی درسدن،  آلمان
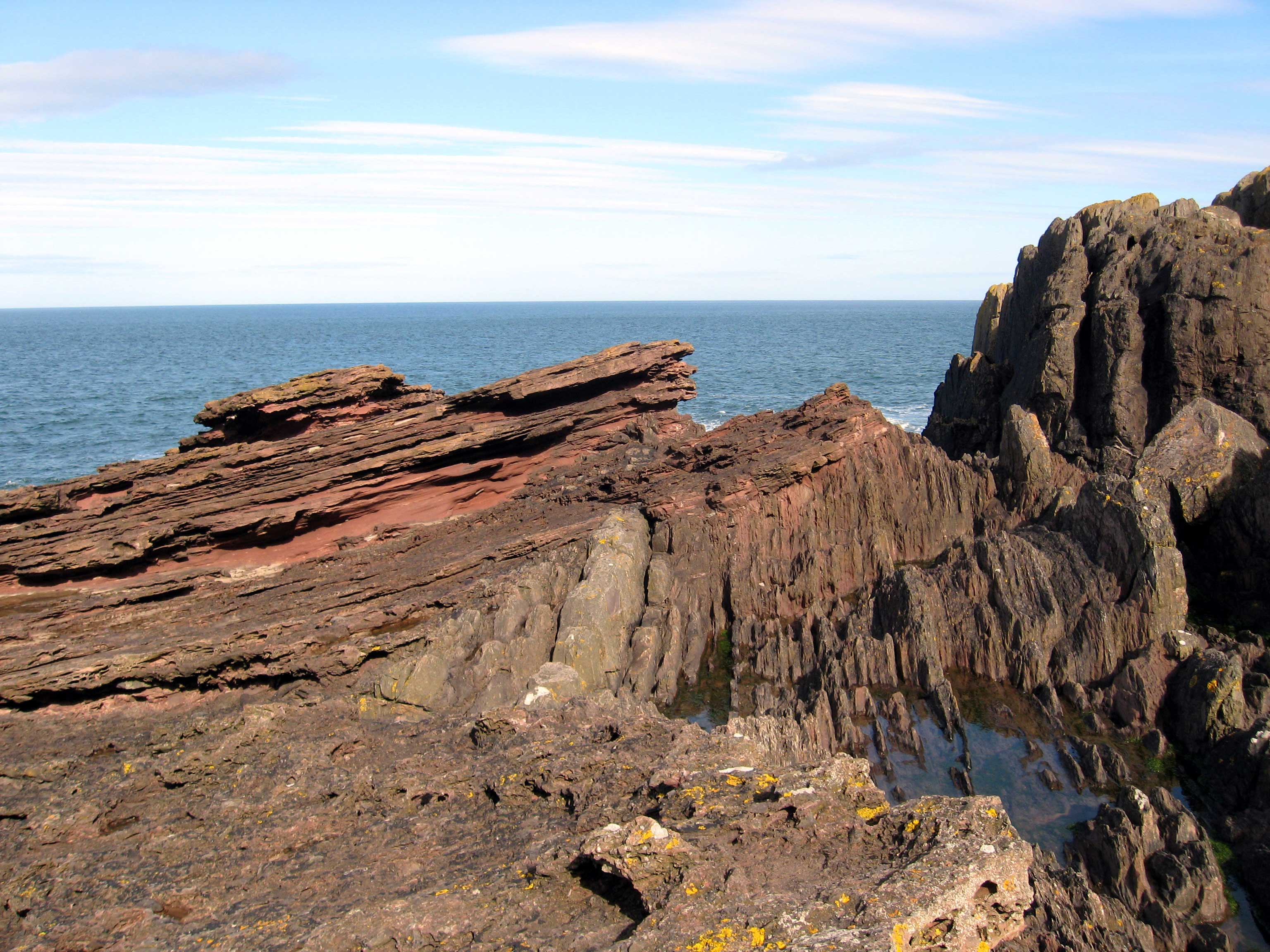
دگرشیبی زاویه‌ای هاتن در Siccar Point جایی که رسوبات دوونین به سن فامنین (۳۷۱–۳۵۹ میلیون سال پیش)  ماسه‌سنگ قدیمی قرمز بر روی رسوبات greywacke متعلق دور لاندووری به سن (۴۴۴–۴۳۳ میلیون سال پیش) دوره سیلورین قرار دارند.
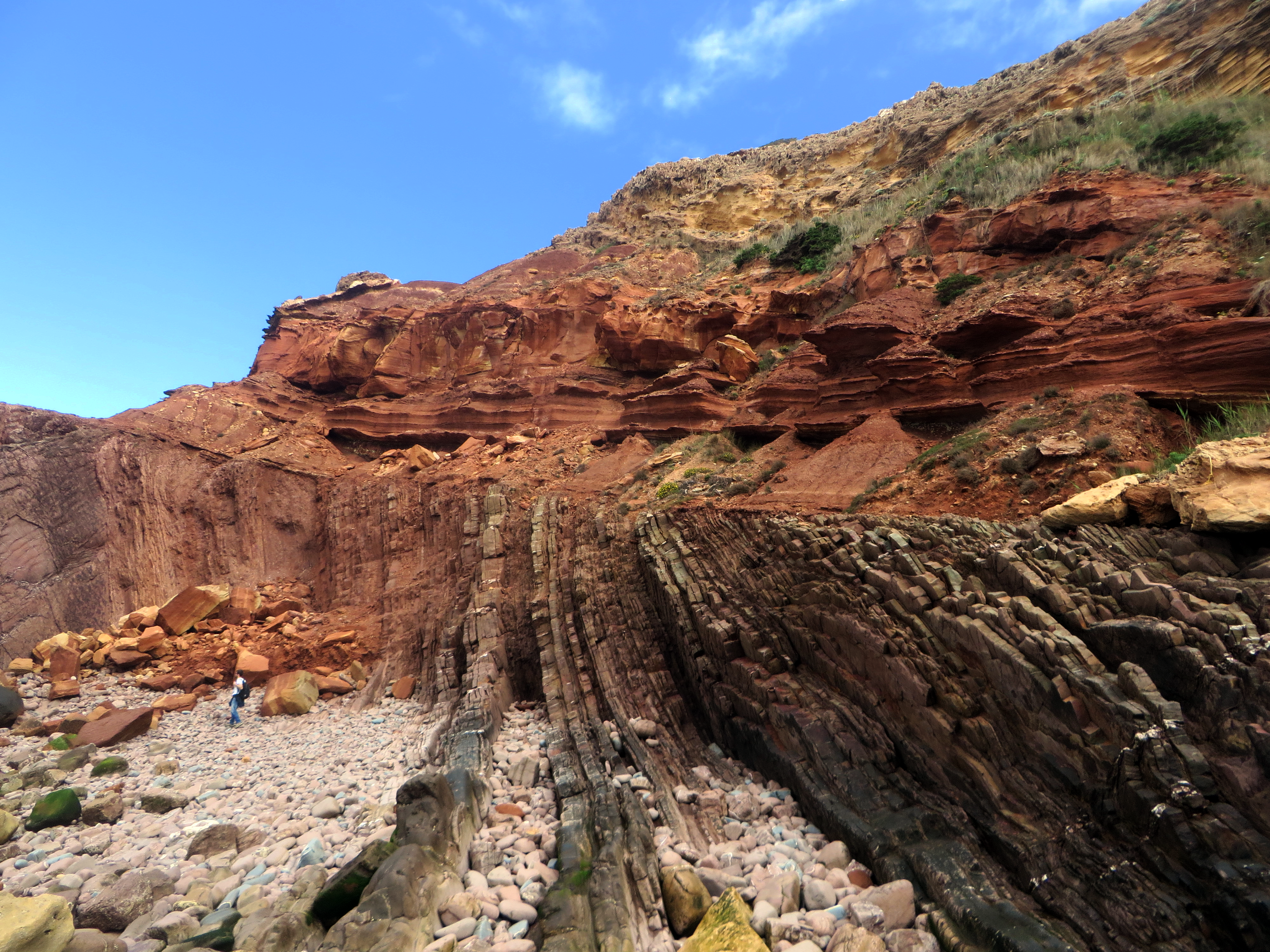
دگرشیبی زاویه‌ای در سنگ‌های دوره تریاس، رسوبات به‌شدت کج‌شده کربنیفر در Praia do Telheiro, پرتغال را پوشانده‌اند.
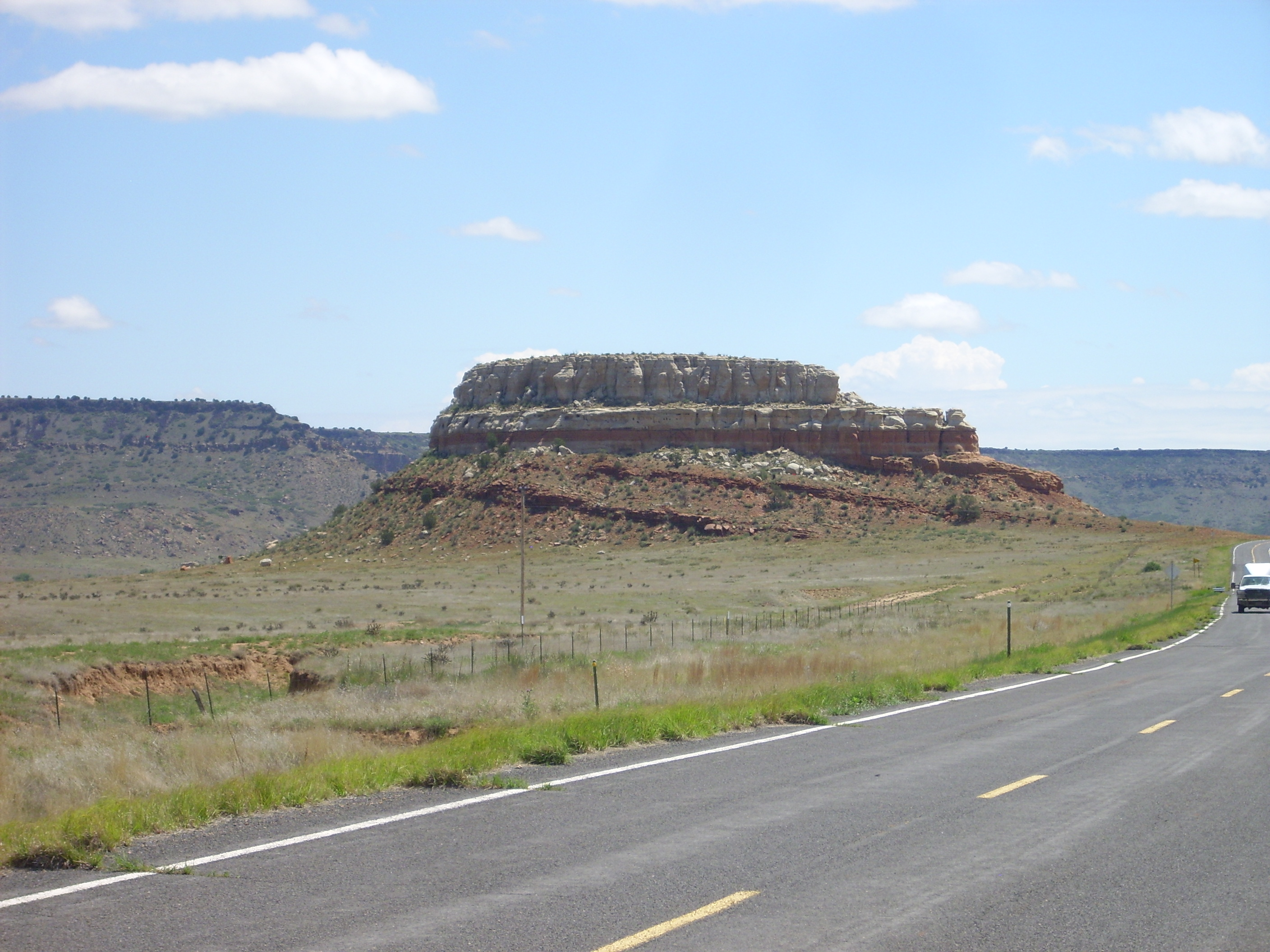
دگرشیبی زاویه‌ای بر روی لایه‌های زیرین Dockum Group و لایه‌های بالایی Exeter Sandstone در نیومکزیکو.
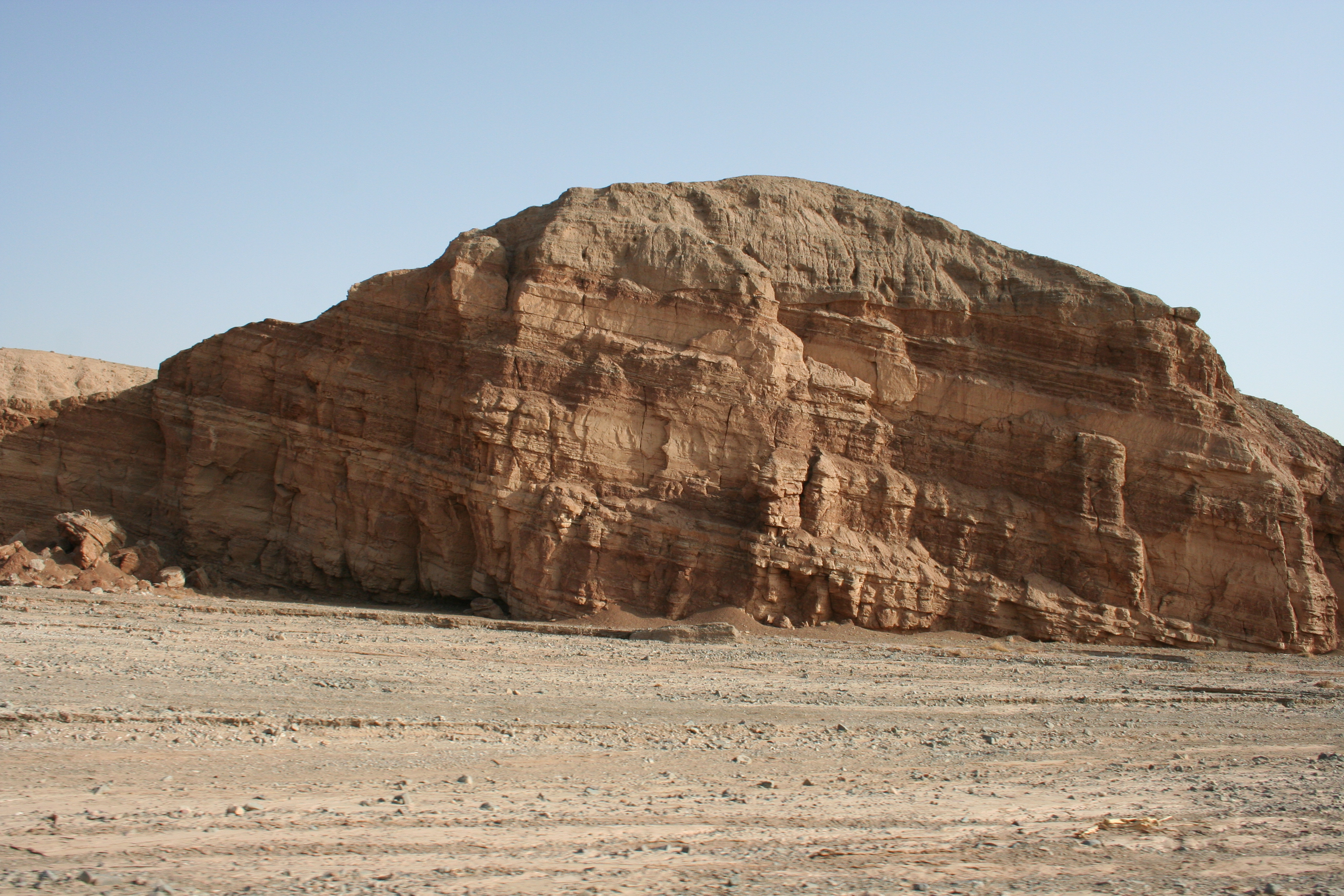
ٰدگرشیبی زاویه‌ای در شهرستان جینگتای، چین
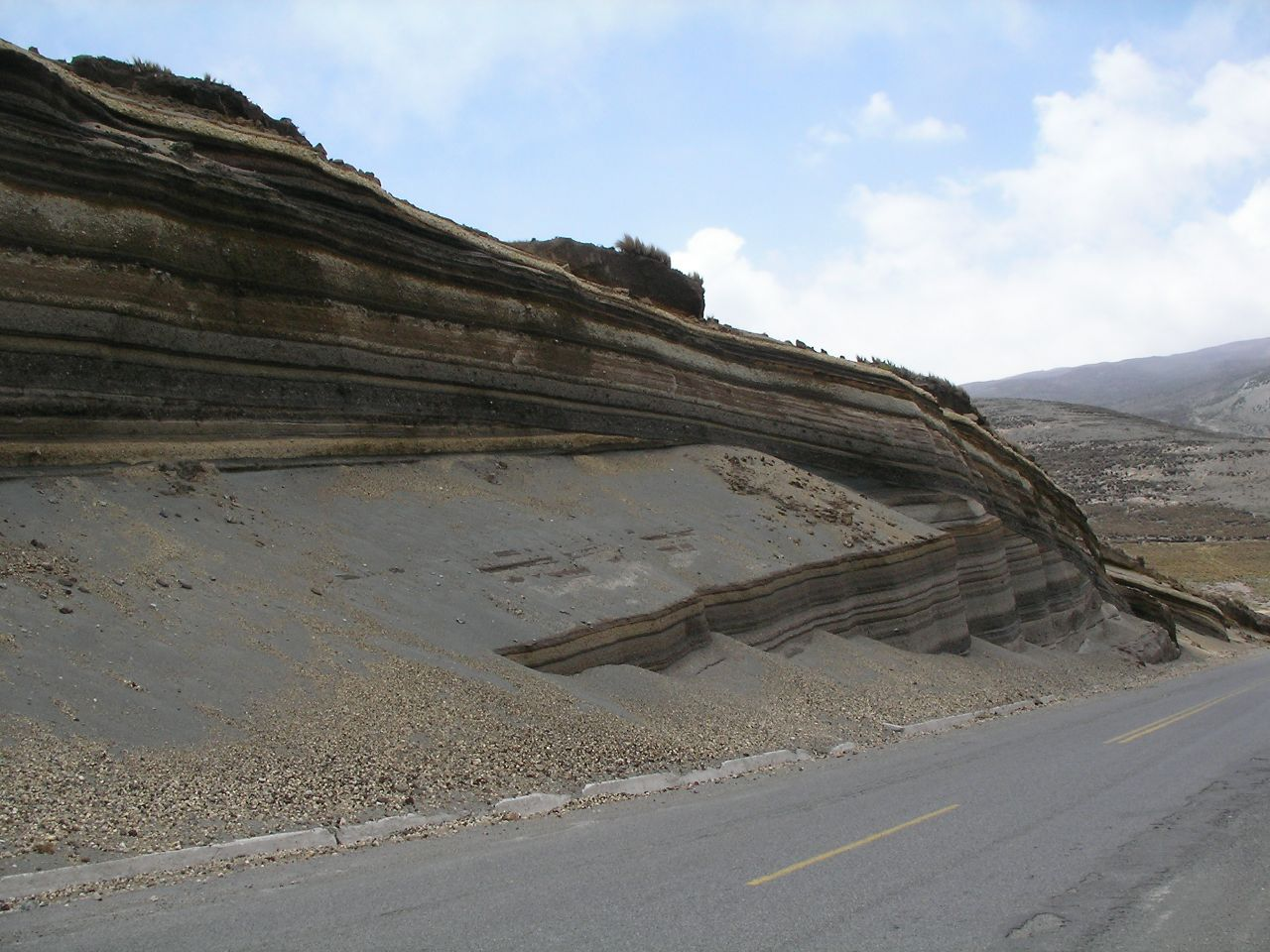
دگرشیبی زاویه‌ای در لایه‌های سنگ آذرآواری ناشی از فوران آتشفشان چیمبورازو، اکوادور
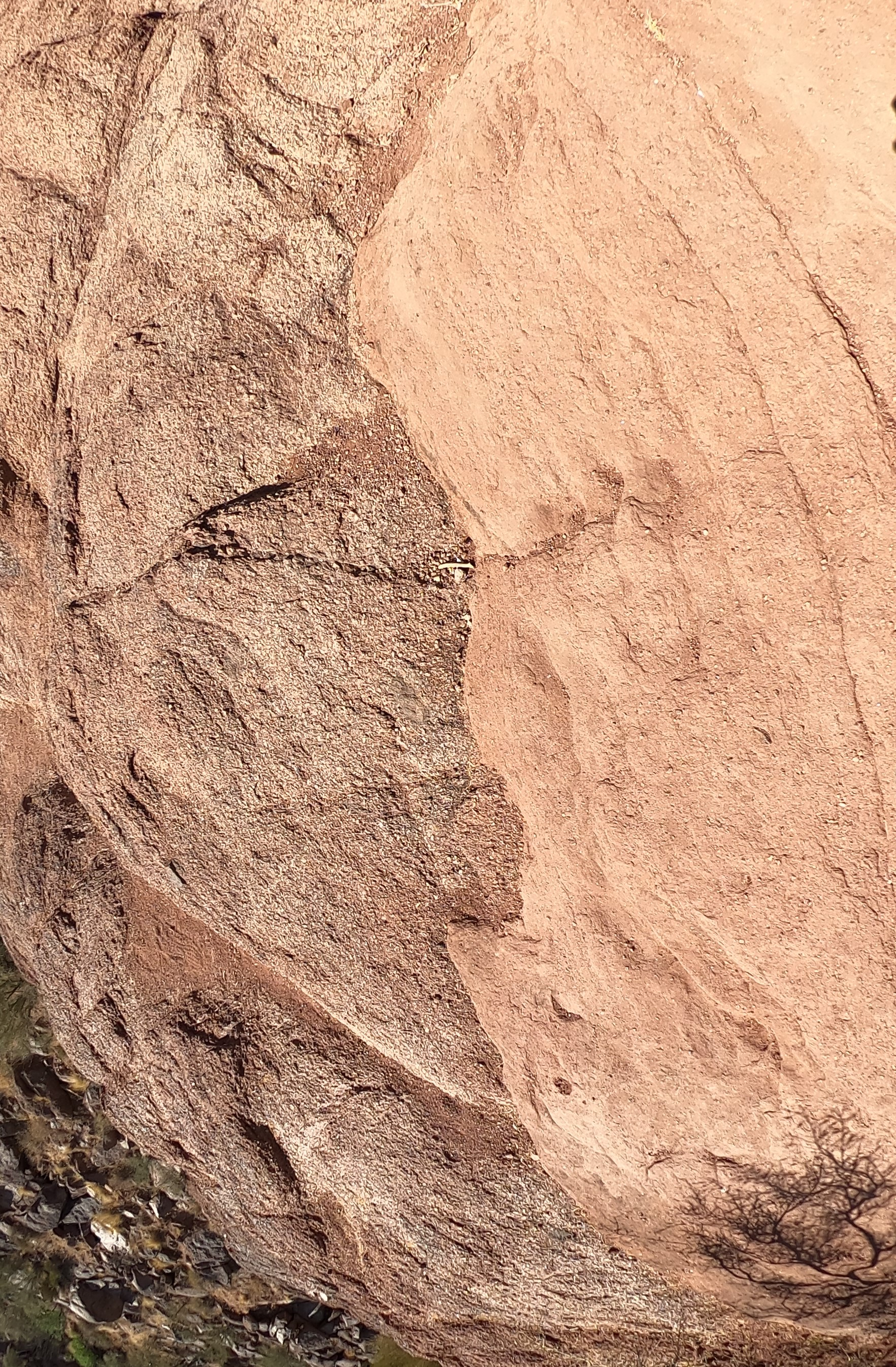
دگرشیبی زمین‌شناختی در آریزونا که نهشته‌های ماسه‌سنگی متعلق به چاتین (راست) بر روی گرانیت‌های پرکامبرین (چپ) را نشان می‌دهد.